# سيركويت ديس آردن 2022
سيركويت ديس آردن 2022 هو سباق دراجات هوائية، وهو الموسم الثامن والأربعين من سيركويت ديس آردن ‏، وأقيم خلال الفترة من 6 أبريل 2022، وحتى 9 أبريل 2022، وشارك فيه 159 متسابقاً.
فاز بالمركز الأول لوكاس أريكسون، وبالمركز الثاني روبن تومسون (دراج)، وبالمركز الثالث دومينيك نيومان ‏، وفاز Patryk Stosz ‏ في ترتيب النقاط، وكان الفائز حسب النقاط للشباب روبن تومسون (دراج)، وكان الفائز في تصنيف الجبال Liam Slock ‏، وفاز فريق ريوال للدراجات في ترتيب الفرق.

## الفرق
| فرق قارية (17)- فريق ريوال للدراجات 2022 ‏ - Mazowsze Serce Polski ‏ - Bingoal WB Devo Team ‏ - Development Team DSM–Firmenich PostNL ‏ - إلكوف كاسبر 2022 ‏ - Groupama–FDJ Continental Team ‏ - Hagens Berman Jayco ‏ - Leopard TOGT Pro Cycling ‏ - ميتك-تي كي إتش مانتيل ‏ - سويس ريسينغ أكادمي 2022 ‏ - كولباك ‏ - Team Felt–Felbermayr ‏ - فريق فورارلبرغ 2022 ‏ - فوستر أيه تي إس تيم 2022 ‏ - Israel Premier Tech Academy ‏ - ترينيتي رود ريسينغ 2022 ‏ - إلكترو هايبر يوروبا-كالداس 2022 ‏ فريق وطني- فريق السويد لركوب الدراجات للرجال‏ فريق دراجات هواة سيدات- Macadam’s Cowboys & Girls‏ فرق أندية الدراجات (4)- Lotto–Dstny Development Team ‏ - Club Cycliste d'Étupes ‏ - VC Villefranche Beaujolais‏ - Occitane CF ‏ |  |
| |  |

## المراحل
| قائمة المراحل | قائمة المراحل | قائمة المراحل                     | قائمة المراحل | قائمة المراحل | قائمة المراحل   | قائمة المراحل    |
| المرحلة       | التاريخ       | الدورة                            |               | المسافة (كم)  | الفائز بالمرحلة | القائد العام     |
| ------------- | ------------- | --------------------------------- | ------------- | ------------- | --------------- | ---------------- |
| مرحلة 1       | 6 أبريل       | Signy-le-Petit ‏ – Signy-le-Petit ‏ | مرحلة جبلية   | 165٫2         | Elmar Reinders ‏ | Elmar Reinders ‏  |
| مرحلة 2       | 7 أبريل       | Bazeilles ‏ – سيدا                 | مرحلة جبلية   | 92٫5          | Michael Kukrle ‏ | لوكاس أريكسون    |
| مرحلة 3       | 8 أبريل       | كارينيان – Mont Saint-Walfroy ‏    | مرحلة جبلية   |               |                 | تم إلغاء السباق ‏ |
| مرحلة 4       | 9 أبريل       | شارفيل-ميزيير – شارفيل-ميزيير     | مرحلة جبلية   | 172٫7         | Marco Frigo ‏    | لوكاس أريكسون    |

## النتيجة

### مرحلة 1
هي مرحلة جبلية، أقيمت في 6 أبريل 2022، وامتدّت لمسافة 165.2 كيلومتر. فاز بالمرحلة Elmar Reinders ‏، وكان متصدر الترتيب العام في نهاية المرحلة Elmar Reinders ‏.

### مرحلة 2
هي مرحلة جبلية، أقيمت في 7 أبريل 2022، وامتدّت لمسافة 92.5 كيلومتر. فاز بالمرحلة Michael Kukrle ‏، وكان متصدر الترتيب العام في نهاية المرحلة لوكاس أريكسون.

### مرحلة 3
هي مرحلة جبلية، أقيمت في 8 أبريل 2022، و. كان الفائز في التصنيف العام تم إلغاء السباق ‏.

### مرحلة 4
هي مرحلة جبلية، أقيمت في 9 أبريل 2022، وامتدّت لمسافة 172.7 كيلومتر. فاز بالمرحلة Marco Frigo ‏، وكان متصدر الترتيب العام في نهاية المرحلة لوكاس أريكسون.

## التصنيف العام النهائي
| التصنيف العام         | التصنيف العام      | التصنيف العام   | التصنيف العام                          | التصنيف العام  |
| العداء                | العداء             | البلد           | الفريق                                 | الوقت          |
| --------------------- | ------------------ | --------------- | -------------------------------------- | -------------- |
| 1                     | لوكاس أريكسون      | السويد          | فريق ريوال للدراجات ‏                   | 10 س 25 د 50 ث |
| 2                     | روبن تومسون (دراج) | نيوزيلندا       | Groupama–FDJ Continental Team ‏         | + 13 ث         |
| 3                     | دومينيك نيومان ‏    | التشيك          | إلكوف كاسبر ‏                           | + 14 ث         |
| 4                     | Jordan Habets ‏     | هولندا          | ميتك-تي كي إتش مانتيل ‏                 | + 16 ث         |
| 5                     | Oscar Onley ‏       | المملكة المتحدة | Development Team DSM–Firmenich PostNL ‏ | + 18 ث         |
| 6                     | Jarno Mobach ‏      | هولندا          | Leopard TOGT Pro Cycling ‏              | + 19 ث         |
| 7                     | جاكوب أريكسون ‏     | السويد          | فريق ريوال للدراجات ‏                   | + 34 ث         |
| 8                     | ماتياس بريجنهوج ‏   | الدنمارك        | فريق ريوال للدراجات ‏                   | + 57 ث         |
| 9                     | Liam Slock ‏        | بلجيكا          | Lotto–Dstny Development Team ‏          | + 1 د 14 ث     |
| 10                    | Michael Kukrle ‏    | التشيك          | إلكوف كاسبر ‏                           | + 1 د 17 ث     |
| مصدر: ProCyclingStats |                    |                 |                                        |                |

## وصلات خارجية
- الموقع الرسمي
- لمحة عن سباق سيركويت ديس آردن 2022 على موقع  ProCyclingStats   (برو  سايكلنج  ستاتس) - إحصاءات  محترفي  الدراجات.
- سيركويت ديس آردن 2022 على موقع إحصائيات الدراجات الإحترافية (الإنجليزية)